# Archiborborus orbitalis
Archiborborus orbitalis är en tvåvingeart som beskrevs av Oswald Duda 1921. Archiborborus orbitalis ingår i släktet Archiborborus och familjen hoppflugor. Inga underarter finns listade i Catalogue of Life.